# 2251 Tikhov
2251 Tikhov è un asteroide della fascia principale del diametro medio di circa 26,42 km. Scoperto nel 1977, presenta un'orbita caratterizzata da un semiasse maggiore pari a 2,7124546 UA e da un'eccentricità di 0,1476276, inclinata di 7,43163° rispetto all'eclittica.
L'asteroide è dedicato all'astronomo sovietico Gavriil Adrianovič Tichov.